# Weißbartpekari

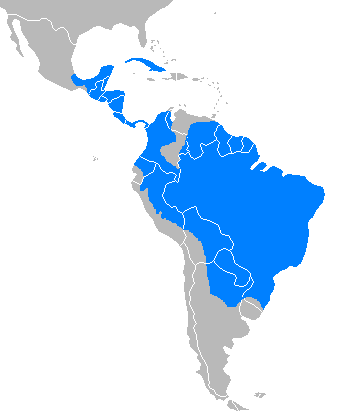
Verbreitungsgebiet

Das Weißbartpekari (Tayassu pecari) ist eine Art der Nabelschweine.

## Merkmale

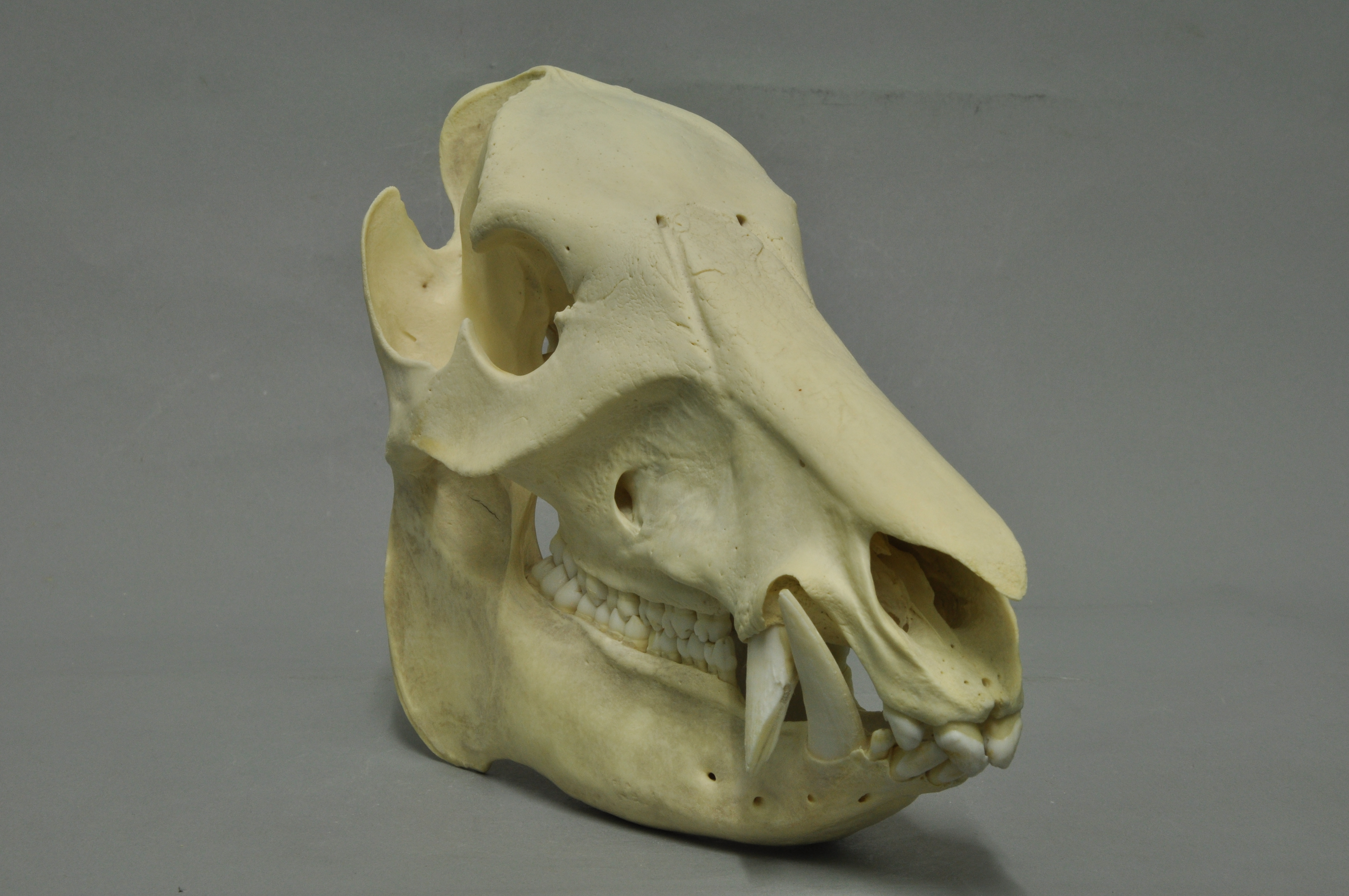
Schädel (Sammlung Museum Wiesbaden)

Das Weißbartpekari ist größer und dunkler gefärbt als das Halsbandpekari und besitzt eine längere Nackenmähne. Wangen, Nase und Lippen sind weiß.  Die Kopfrumpflänge beträgt 90–130 cm, die Schulterhöhe 44–60 cm und das Gewicht 20–50 kg. Männchen und Weibchen sind etwa gleich groß.

## Verbreitung
Das Verbreitungsgebiet erstreckt sich von Südmexiko über  Mittelamerika und den Nordosten Südamerikas südwärts bis Argentinien.

## Lebensweise
Obwohl das Weißbartpekari auch Trockenwälder und Savannengebiete bewohnt, bevorzugt es in der Regel den dichten, tropischen Regenwald. Es dringt nicht wie das Halsbandpekari in trockene Halbwüsten vor. In der Ernährungsweise ähnelt es den anderen Pekaris und ist wie diese ein Allesfresser, der den Boden nach Nüssen, Wurzeln und Wirbellosen durchwühlt und Früchte, Blätter und Kleintiere an der Oberfläche aufnimmt. 
Gegen ihre Feinde verteidigen sich Weißbartpekaris, indem sie in großer Zahl zum Angriff übergehen. Dann gelten sie als sehr gefährlich und schlagen sogar Pumas und Jaguare in die Flucht. Trotzdem gelingt es den Raubkatzen immer wieder, selbst Alttiere zu reißen. Jungtiere haben auch Riesenschlangen und Krokodile zu fürchten. 
Die Rotten der Weißbartpekaris sind größer als die der anderen beiden Pekari-Arten und können mehrere hundert Tiere umfassen. Sie durchstreifen auch weit größere Reviere, die bis zu 200 Quadratkilometer umfassen können. Das hängt möglicherweise mit ihrer Vorliebe für Nüsse und Samen zusammen, die an einzelnen weit verstreuten Stellen nur temporär in großen Mengen anfallen, wenn die Früchte bestimmter Baumarten reif sind.
Die meist zwei Jungen werden nach einer Tragzeit von etwa 160 Tagen geboren. Eine feste Paarungszeit kennen Weißbartpekaris nicht. 
In Gefangenschaft erreichte ein Tier das Alter von 21 Jahren.

## Bestand und Gefährdung
Aufgrund der großen Streifgebiete benötigen diese Tiere große unzerstörte Wildnisgebiete, wie sie heute in ihrer Heimat immer seltener werden. Die Erschließung der Lebensräume führt nicht nur zu Habitatsverlusten, sondern erleichtert auch die Jagd auf die Tiere, was eine zusätzliche Bedrohung darstellt. In Uruguay wurde das Weißbartpekari offenbar vor 100 Jahren ausgerottet, und in Nordargentinien nahmen seine Bestandszahlen ebenfalls ab. Die Unterarten T. p. ringens und T. p. spiradens aus Mittelamerika und Nordkolumbien wurden aus den größten Teilen ihres einstigen Verbreitungsgebietes verdrängt.
Das Weißbartpekari wird  von der Weltnaturschutzunion IUCN in der Roten Liste gefährdeter Arten geführt und als gefährdet (Vulnerable) bewertet. Die Gründe für diese Einstufung sind der Rückgang der Population um 30 % in den letzten 18 Jahren, Verlust von Lebensraum, illegale Jagd, Konkurrenz zur Nutzviehhaltung und Epidemien. Angenommen wird außerdem, dass die Verkleinerung der Population auch in den nächsten Jahren anhält.